# Warren Abeshouse
Warren Abeshouse (* 8. Mai 1952 in Sydney, New South Wales, Australien) ist ein australischer Komponist.

## Leben
Nachdem Warren Abeshouse schon im Kindesalter Begabung und Interesse an Musik gezeigt hatte, erhielt er zu seinem achten Geburtstag ein Klavier. Ab 1967 besuchte er die Sydney Grammar School. Hier erhielt er Unterricht in Harmonielehre, Kontrapunkt und Musikgeschichte von Peter Seymour und David Miller, der sein musikalischer Mentor und auch sein Klavierlehrer wurde. Während der Schulzeit wurde sein Interesse am Spiel der Pauken geweckt. Mit einem Stipendium versehen studierte er am NSW Conservatorium of Music bei Alard Maling, dem Pauker des ABC Sydney Symphony Orchestra. Schon an der Sydney Grammar School begann er zu komponieren. Ab 1972 belegte Abeshouse, einen neu angebotenen Kompositionskurs am Konservatorium, den er 1977 mit einem Diplom abschloss. Dozenten am Konservatorium waren John O’Donnell, Ross Edwards, Vincent Plush (* 1950), James Penberthy (1917–1999), Edwin Carr und Martin Wesley-Smith (* 1945). Sein Klavierdozent war Albert Landa († 2006). Von 1975 bis 1987 arbeitete er bei der Australian Broadcasting Corporation. Von 1997 bis 2001 studierte er Soziologie und Humangeographie an der Macquarie University.

## Werke (Auswahl)
Warren Abeshouse schrieb sechsundzwanzig Kompositionen mit Opuszahl. Das Australian Music Centre besitzt in seiner Bibliothek Notenmaterial zu einigen Werken.
- Quartet für Flöte, Oboe, Klarinette und Klavier op. 1[2]
- Serenata für Violine und Klavier Song without words op. 2, 1972 Das Werk wurde am 21. Januar 1972 erstmals bei einem Cocktailkonzert am NSW Conservatory of Music aufgeführt. Warren Abeshouse spielte zusammen mit dem Violinisten Richard Lee. 1992 fügte Abeshouse eine Introduktion hinzu. 1994 bearbeitet er sie erneut.[2][6][7][8]
- Passacaglia in d-moll für zwei Klaviere op. 3[2]
- Fünf Bagatellen für Klavier op. 4, 1974[2]
- Anthem for doomed youth für Bariton und Klavier op. 5[2]
- Sinfonie Nr. 1, 1975, bearbeitet 1993[7]
- Psalm 70 für gemischten Chor und Orgel op. 9, 1975 Abeshouse widmete das Werk Wesley Want. Die Erstaufführung fand am 17. Juni 1990 beim St Andrews Music Festival an der St Andrew's Cathedral in Sydney statt.[2][4] Abeshouse überarbeitet in 1993[7]
- Klaviersonate Nr. 1  The Age of Youth [Die Zeit der Jugend] op. 12, 1975 I Passion [Leidenschaft]: Allegro impetuoso  II Desolation [Trostlosigkeit]: Lento ben misurato III Regeneration: Potentemente ma con angoscia, allegro agitato, tranquilo,  tempo primo e maestoso. Das Stück wurde erstmals von Gary Laycock im Joseph Post Auditorium des NSW Conservatorium of Music am 21. März 1976 aufgeführt.[9]
- Lemmata : Essay for Orchestra op. 13, 1977[2] Abeshouse begann am 10. November 1976 mit der Komposition und vollendete sie am 23. Februar 1977[10]
- Vier Charasteristic Pieces für Klarinette op. 14a[2]
- Zwei Bagatellen für Cello op. 14b[2]
- Notturno: In Memoriam Bernard Herrmann für Klavier op. 15, 1988[7]
- Verdict für Kammerensemble op. 15a[2]
- On love für Tenor und Klavier op. 16, 1980[3]
- Klaviersonate Nr. 2 Les Adieux op. 18, 1981, 1986 überarbeitet.[7]
- Allegro Appassionato in c-moll op. 20, 1986, Mark Emery gewidmet.[4][7]
- The cloven tongues of Pentecoste für gemischten Chor und Orgel, 1988[7]
- Shadow Darkly für Streichorchester und obligate Oboe op. 21, 1989[7]
- Phantoms für Klavier, op. 22, 1989[4][7]
- The Christopher Sonatina Op. 23,1991[4]
- Womblemov, Divertimento für Horn, Cello und Pauken 1992, Opus 25[4][7]
- Lament für Klavier op. 26, 1993[7]

Warren Abeshouse schrieb 1984 die Filmmusik zum Fernsehdrama Who Killed Hannah Jane? und zusammen mit Janine Morgan die Filmmusik zum australischen Fernsehfilm The Schippan Mystery.